# بيتر أجرتون واربيرتون
بيتر أجِرْتون واربيرتون (بالإنجليزية: Peter Egerton-Warburton)‏ (1813 – 1889)، مستكشف أسترالي رحل من أليس سبرنجز إلى بيرث في مارس عام 1873، واستغرق 10 أشهر في الوصول إلى ساحل أستراليا الغربية. قضى واربيرتون معظم وقته يقاوم من أجل الحفاظ على حياته تحت ظروف في غاية الصعوبة. وقد فشل في اكتشاف مناطق زراعية كان يبحث عنها. وُلد واربيرتون في إنجلترا، وخدم بالجيش من عام 1829 إلى عام 1853، واستقر في أديلايد عام 1853.